# Форт Оглторп (Џорџија)
Форт Оглторп (Џорџија) (енгл. Fort Oglethorpe) град је у америчкој савезној држави Џорџија. По попису становништва из 2010. у њему је живело 9.263 становника.

## Демографија
Према попису становништва из 2010. у граду је живело 9.263 становника, што је 2.323 (33,5%) становника више него 2000. године.
| Група             | 2000.         | 2010.         |
| Белци             | 6.428 (92,6%) | 8.111 (87,6%) |
| Афроамериканци    | 165 (2,4%)    | 438 (4,7%)    |
| Азијати           | 144 (2,1%)    | 250 (2,7%)    |
| Хиспаноамериканци | 98 (1,4%)     | 246 (2,7%)    |
| Укупно            | 6.940         | 9.263         |